# 艾草 (公視人生劇展)
《艾草》，《公視人生劇展》「母親的故事」系列，姜秀瓊執導，2008年6月8日首播。本片獲得美國舊金山國際電影節「最佳電視電影獎」，主角潘麗麗亦憑本片榮獲2008年韓國首爾國際電視節「最佳女主角獎」；另外，莫子儀和周姮吟也入圍了第43屆金鐘獎迷你劇集男女配角獎。2009年，在《公視人生劇展》十週年慶「十時有你 金采人生」中，本劇為網路票選TOP10。

## 劇情簡介
生長於保守閩南家庭的吳艾草，與大她二十歲的外省籍老師相戀，不惜背叛她的單親母親嫁到台北。後來，丈夫早逝，艾草獨立撫養兒女宋伶與宋海長大。
原本以為肩上的重擔已經放下，艾草卻發現一向溫順的兒子其實是男同性戀，而留學法國的女兒又帶著跟黑人生的私生女回台灣。種種家庭的衝擊，使艾草長年建立的價值觀漸漸地與現實妥協。

## 演員
- 潘麗麗　 飾 吳艾草
- 莫子儀　 飾 宋海
- 周姮吟　 飾 宋伶
- 唐振剛　 飾 陳正凡（小凡）
- 李高阿女 飾 楊乖
- 艾晴天　 飾 Nina

## 獎項
- 2008年：第3屆韓國首爾國際電視節「最佳女主角獎」
- 2008年：第43屆金鐘獎「迷你劇集男配角獎」(入圍)
- 2008年：第43屆金鐘獎「迷你劇集女配角獎」(入圍)
- 2009年：第52屆美國舊金山國際電影節「最佳電視電影獎」

## 參與影展
- 2008年10月：第3屆韓國首爾國際電視節
- 2009年4月26日：第52屆美國舊金山國際電影節
- 2009年9月20日：日本福岡亞洲酷兒影展
- 2009年10月26日：第15屆台灣國際女性影展（閉幕片）
- 2009年11月20日：第20屆香港同志影展

## 外部連結
- 開眼電影網上《艾草》的資料（繁體中文）
- 香港影庫上《艾草》的資料（繁體中文）
- 豆瓣电影上《艾草》的資料 （简体中文）
- 时光网上《艾草》的資料（简体中文）
- AllMovie上《艾草》的资料（英文）
- 互联网电影数据库（IMDb）上《艾草》的资料（英文）

| 臺灣 公視主頻 星期日 22:00 - 23:30 | 臺灣 公視主頻 星期日 22:00 - 23:30 | 臺灣 公視主頻 星期日 22:00 - 23:30 |
| ---------------------------------- | ---------------------------------- | ---------------------------------- |
|                                    | 艾草 （2008年6月8日）              |                                    |
| 長假 （2008年6月1日）              | 阿惜姨 （2008年6月15日）           |                                    |

| 臺灣 華視主頻 星期日 22:30 - 00:15 | 臺灣 華視主頻 星期日 22:30 - 00:15 | 臺灣 華視主頻 星期日 22:30 - 00:15 |
| ---------------------------------- | ---------------------------------- | ---------------------------------- |
|                                    | 艾草 （2018年10月28日）            |                                    |
| 回聲 （2018年10月21日）            | 想念 （2018年11月4日）             |                                    |